# Vaďovce
Vaďovce (em húngaro: Vagyóc) é um município da Eslováquia, situado no distrito de Nové Mesto nad Váhom, na região de Trenčín. Tem 11,11 km² de área e sua população em 2018 foi estimada em 724 habitantes.

## Demografia
| Ano:        | 1994 | 2004   | 2014    | 2024   |
| ----------- | ---- | ------ | ------- | ------ |
| Broj ljudi: | 687  | 686    | 758     | 743    |
| Razlika:    |      | -0,14% | +10,49% | -1,97% |

| Ano:               | 2023 | 2024   |
| ------------------ | ---- | ------ |
| Número de pessoas: | 721  | 743    |
| Diferença:         |      | +3,05% |